# NGC 2173
NGC 2173 (другое обозначение — ESO 33-SC34) — рассеянное скопление в созвездии Столовая Гора.
Этот объект входит в число перечисленных в оригинальной редакции «Нового общего каталога».
В области скопления находятся две разных популяции голубых отставших звёзд. В одной работе утверждается, что это всего лишь результат «загрязнения» области скопления звёздами, не принадлежащими ему, так как при убирании «звёзд поля» с изображения скопления это можно подтвердить,  но в другой статье говорится, что «звёзды поля» имеют чётко определённую концентрацию их количества на небе, поэтому уровень «загрязнения» области скопления переоценён, и двойная популяция голубых отставших звёзд не может быть этим объяснена. Впервые об этом феномене сообщено в марте 2018 года. Но позднее, в январе 2019 года было подтверждено, что это лишь результат «загрязнения» поля NGC 2173.